# Alnus cremastogyne
Alnus cremastogyne là một loài thực vật có hoa trong họ Betulaceae. Loài này được Burkill mô tả khoa học đầu tiên năm 1890.

## Hình ảnh

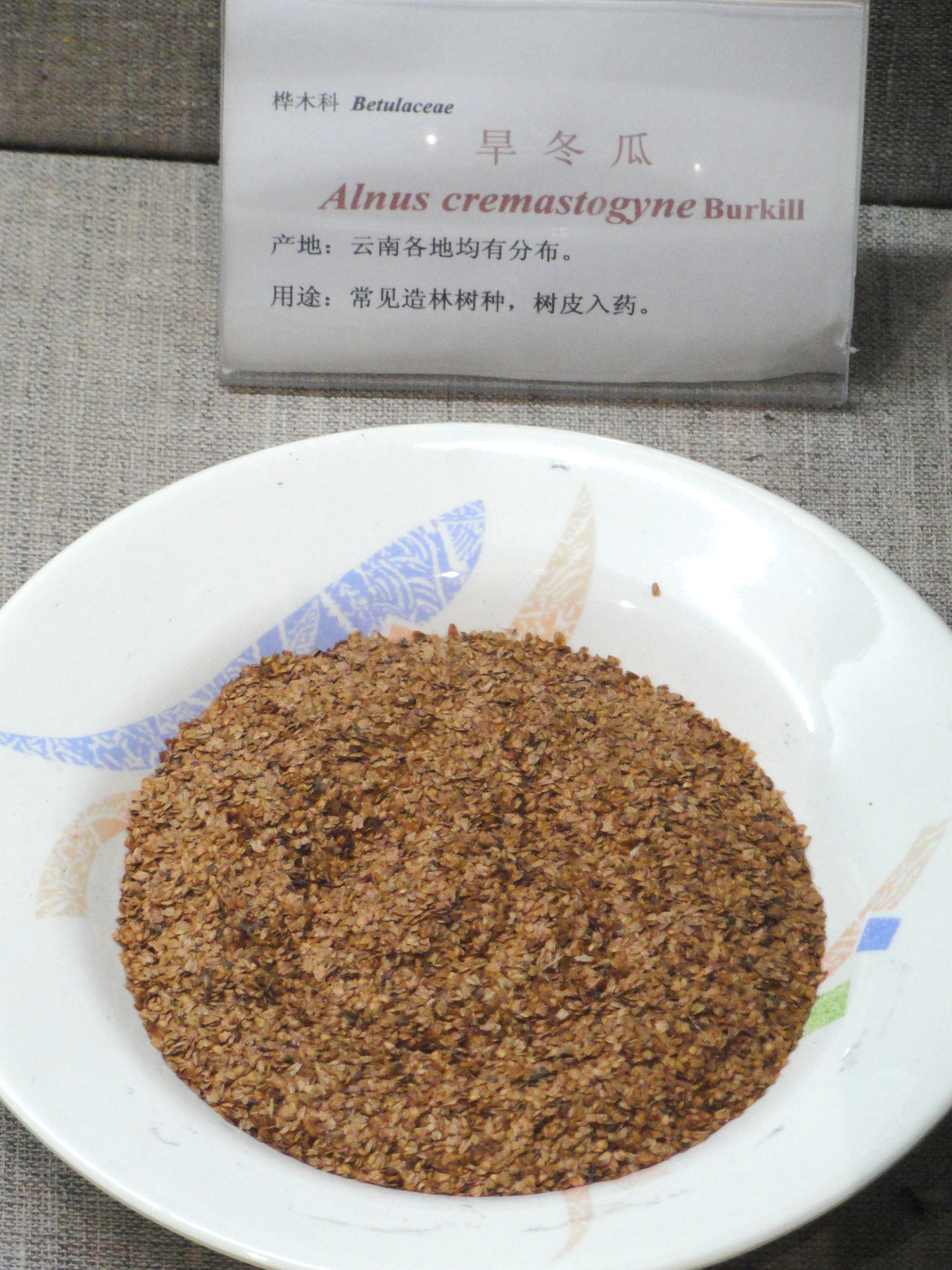